# Персульфат калію
Персульфат калію — неорганічна сполука з формулою K2S2O8. Також відомий як пероксидисульфат калію, це біла тверда речовина, яка помірно розчиняється в холодній воді, але краще розчиняється в теплій. Ця сіль є потужним окиснювачем, який зазвичай використовується для ініціації полімеризації.

## Структура
Солі натрію і калію дуже схожі. У калієвої солі відстань між зв'язком O-O становить 1,495 Å. Окремі сульфатні групи є тетраедричними, з трьома короткими відстанями між зв'язком S-O біля 1,43 та одним довгим зв’язком S-O на 1,65 Å.

## Отримання
Персульфат калію можна отримати за допомогою електролізу холодного розчину бісульфату калію в сірчаній кислоті при високій щільності струму.
2 KHSO4 → K2S2O8 + H2
Його також можна отримати шляхом додавання бісульфату калію (KHSO4) до розчину більш розчинної солі пероксидисульфату амонію (NH4)2S2O8. В принципі його можна одержати шляхом хімічного окиснення сульфату калію за допомогою фтору. Кілька мільйонів кілограмів амонійних, натрієвих і калієвих солей пероксидисульфату виробляється щорічно.

## Використання
Ця сіль використовується як ініціатор радикалів для полімеризації різних алкенів, що утворює деякі комерційно важливі полімери, такі як стирол-бутадієновий каучук і політетрафторетилен та інші. У розчині, діаніон (аніон із сумарним зарядом −2) дисоціює з утворенням радикалів:
[O3SO-OSO3]2−  2 [SO4]•−
Персульфат калію використовується в органічній хімії як окисник, наприклад, у окисненні персульфатів фенолів за Ельбсом та окиснення анілінів за Бойлендом-Сімсом.
Будучи сильним, але стабільним відбілюючим агентом, він також застосовується в різних відбілювачах і освітлювачах для волосся. Короткочасне та нетривале використання зазвичай не є небезпечним, однак тривалий контакт може спричинити подразнення шкіри. Він використовувався як покращувач для борошна з E-номером E922, хоча він більше не схвалений для подібного використання в ЄС.

## Запобіжні заходи
Персульфат калію є сильним окиснювачем і несумісний з органічними сполуками. Тривалий контакт зі шкірою може викликати подразнення.